# Lambda Coronae Borealis
Lambda Coronae Borealis (12 Coronae Borealis) é uma estrela na direção da constelação de Corona Borealis. Possui uma ascensão reta de 15h 55m 47.57s e uma declinação de +37° 56′ 48.3″. Sua magnitude aparente é igual a 5.43. Considerando sua distância de 135 anos-luz em relação à Terra, sua magnitude absoluta é igual a 2.34. Pertence à classe espectral F0IV.